# Microsoft Office SharePoint Server 2007
 (mai 2011).
Si vous disposez d'ouvrages ou d'articles de référence ou si vous connaissez des sites web de qualité traitant du thème abordé ici, merci de compléter l'article en donnant les références utiles à sa vérifiabilité et en les liant à la section « Notes et références ».
Microsoft Office Sharepoint Server 2007, successeur de Microsoft Office SharePoint Portal Server 2003 (SPS) est une application de portail web appartenant à la famille Microsoft Office. C'est une solution de portail collaboratif basé sur les Windows SharePoint Services (WSS Version 2) de Microsoft, un composant gratuit de Windows Server 2003.
 
WSS V2 permet à tous les collaborateurs d'une entreprise de :
- publier et consulter facilement des documents (aux formats les plus répandus : Microsoft Word, Excel, PDF, etc.).
- gérer différentes versions d'un même document ainsi que l'approbation de documents.
- faire des recherches à l'intérieur des documents (internes ou externes) grâce à un moteur de recherches intégré.

SharePoint Portal Server facilite la gestion des accès aux ressources ainsi que leur organisation et centralise l'information en un point central accessible avec un simple navigateur web.
L'application utilise Microsoft SQL Server ou MSDE pour le stockage des données en back office. La partie cliente est composée de pages ASP.NET services via Internet Information Services (IIS) 6 sur Windows Server 2003. Un filtre ISAPI est utilisé pour mapper le site web à la base de données.
SPS peut être configuré pour servir différentes données sur l'intranet, l'extranet ou Internet. Les droits d'accès sont basés sur les droits utilisateurs d'Active Directory.

## La Communauté
Indépendamment du blog officiel et des divers blogs Sharepoint-connexes de MSDN, le développement de Sharepoint a été principalement concentrés sur Codeplex, forge logicielle de Microsoft accueillant le site Web. Beaucoup d'entrée de la communauté est concentrée sur les projets communauté-conduits les plus populaires, d'Ajax que la trousse à outils de commande aux Sharepoint templates.

## Incompatibilité
SPS ne peut pas être installé sur un serveur Exchange et MSDE ne pourra pas être utilisé sur un contrôleur de domaine…

## Versions
Début 2007, la nouvelle version du produit a été renommée Microsoft Office SharePoint Server 2007 (MOSS) car les fonctionnalités de portail ne représentent plus qu'une petite partie de l'application phare de Microsoft.